# U 652
U 652 war ein U-Boot vom Typ VII C der deutschen Kriegsmarine.

## Geschichte
Die Kiellegung erfolgte am 5. Februar 1940. Nach dem Stapellauf am 7. Februar 1941 wurde das Boot am 3. April 1941 in Dienst gestellt und der 3. U-Flottille zugeteilt. Der Kommandant war Oberleutnant zur See Georg-Werner Fraatz.

### Einsätze
Es war das erste U-Boot, das ein amerikanisches Kriegsschiff, die USS Greer, angriff. Auf dem Weg nach Island wurde die Greer am 4. September 1941 durch einen britischen Bomber über die Anwesenheit des U-Boots informiert. Nachdem sie das Boot aufgespürt hatte, verfolgte sie es. Der Bomber warf vier Wasserbomben ab, die vom Kommandanten des U-Boots dem Zerstörer zugeschrieben wurden. Er feuerte einen Torpedo auf die Greer, die daraufhin ihrerseits angriff. Es entwickelte sich ein zweistündiges Gefecht, das aber keine Resultate erbrachte.
Als Reaktion auf diesen Zwischenfall gab Präsident Franklin D. Roosevelt US-Kriegsschiffen die Anweisung, nicht erst einen Angriff abzuwarten, sondern sofort zuzuschlagen, wenn sie ein deutsches U-Boot sichteten („shoot on sight order“).

#### Erste Feindfahrt
Am 23. Juli 1941 verließ U 652 den Bökfjord zu seiner ersten Einsatzfahrt. Am 6. August 1941 traf das Boot etwa sieben Meilen vor Kap Teriberka auf der Halbinsel Kola auf den sowjetischen Trawler PS-70 und versenkte ihn mit einem Torpedo. 45 Besatzungsmitglieder verloren das Leben, die 12 Überlebenden des gesunkenen Schiffes wurde von sowjetischen Motorbooten gerettet und an der nahegelegenen Küste in Sicherheit gebracht. Diese Versenkung stellte den ersten Erfolg eines U-Boots im Arktischen Ozean dar. Nur einen Tag später beendete U 652 den Einsatz im Hafen von Kirkenes.

#### Zweite Feindfahrt
U 652 verließ am 23. August 1941 den Hafen von Trondheim. Kurz nach Mitternacht am 26. August torpedierte sie die HMS Southern Prince, ein zum Minenleger umgebautes britisches Passagierschiff. Das Schiff wurde durch den Torpedotreffer in der Nähe der Brücke beschädigt, konnte aber durch zu Hilfe eilende Geleitzerstörer in die Heimat eskortiert und in Belfast repariert werden.
In den frühen Morgenstunden des 10. September schoss U 652 zwei Torpedos auf den am Vortag von U 85 aufgespürten Konvoi SC-42 ab, die beide trafen und beschädigten die britischen Handelsschiffe Tahchee und Baron Pentland. Die aus Benzin und Dieselöl bestehende Ladung der Tahchee geriet in Brand und die Besatzung verließ wegen Explosionsgefahr das Schiff, kehrte aber später zurück um das Feuer zu löschen. Nachdem das gelungen war, wurde der beschädigte Tanker durch die kanadische Korvette HMCS Orillia nach Island in Sicherheit geschleppt. Die Baron Pentland, deren Kiel gebrochen war, wurde durch ihre Ladung aus Bauholz an der Oberfläche gehalten. Sie wurde schließlich am 19. September 1941 von U 372 durch Torpedos versenkt.
U 652 lief am 18. September 1941 nach 27 Tagen auf See in die U-Bootbasis von Lorient ein.

#### Dritte Feindfahrt
Am 1. November 1941 lief U 652 von Lorient zu seiner dritten Feindfahrt aus. Die mit 42 Tagen auf See längste Patrouille in der Geschichte des Bootes führte nach erfolgloser Suche nach Feindschiffen im Atlantik schließlich um den 4. Dezember durch die Straße von Gibraltar ins Mittelmeer. Dort gelang es ihr am 9. Dezember südlich der Balearen, das französische Handelsschiff Saint Denis zu torpedieren. Die Besatzung konnte das Schiff rechtzeitig verlassen, so dass es keine Opfer gab. Am 12. Dezember beendete U 652 den Einsatz im Hafen von Messina.

#### Vierte Feindfahrt
Im Dezember 1941 befand sich U 652 in Messina. Von dort lief es am 14. Dezember zu seiner vierten Feindfahrt aus. Am 19. Dezember griff es in der Ägäis den russischen Tanker Varlaam Avanesov (Lage) an und versenkte ihn mit einem Torpedo. Beim Untergang des Schiffs 2,5 Meilen vor Kap Baba kam ein Besatzungsmitglied ums Leben, die anderen konnten sich mit den Rettungsbooten an die nahe türkische Küste retten. U 652 lief nach 19 Tagen auf See am 1. Januar 1942 in den Hafen von La Spezia ein.
Anfang Februar 1942 wurde U 652 nach Griechenland abkommandiert. Sie lief am 5. Februar aus La Spezia aus und erreichte am 16. Februar nach ereignisloser Fahrt ihren neuen Stützpunkt in Salamis.

#### Fünfte Feindfahrt
Am 21. Februar 1942 lief U 652 zu seiner fünften Patrouille von Salamis aus. Die neuntägige Fahrt führte das Boot bis an die libysche Küste. Es wurden keine feindlichen Schiffe gesichtet und so kehrte U 652 am 1. März in den Stützpunkt zurück.

#### Sechste Feindfahrt
Am 12. März verließ das Boot den Hafen von Salamis, kehrte aber schon am 14. März zurück.

#### Siebente Feindfahrt
Am 18. März 1942 verließ U 652 den Hafen von Salamis zu seiner siebenten Feindfahrt. Die Patrouille führte das Boot vor die nordafrikanische Küste bei Sidi Barrani. Dort torpedierte sie am 20. März circa 40 Meilen nordöstlich von Bardia den britischen Geleitzerstörer Heythrop. Die Heythrop wurde zwar noch durch ihr Schwesterschiff Eridge in Schlepp genommen, sank aber fünf Stunden später.
Sechs Tage später gelang es der Besatzung von U 652 den Zerstörer Jaguar zu torpedieren. Das Schiff erhielt zwei Treffer im Bug und sank (Lage) innerhalb kurzer Zeit. Drei Offiziere und 190 Seeleute verloren ihr Leben, 53 Besatzungsmitglieder konnten von Begleitschiffen gerettet werden.
Danach lief U 652 nach Norden und beendete den Einsatz nach insgesamt 14 Tagen am 31. März im Hafen von Pola.

#### Achte Feindfahrt
Am 25. Mai 1942 lief das Boot zu seiner achten Patrouille aus Pola aus. Während des Einsatzes wurden keine Schiffe versenkt. Nach neun Tagen ging U 652 vor der nordafrikanischen Küste verloren.

### Untergang
U 652 wurde im Juni 1942 durch Wasserbomben eines britischen Swordfish schwer beschädigt. Es gelang Kommandant Fraatz, per Funk das in der Nähe patrouillierende U 81 herbeizurufen. Dessen Kommandant, Friedrich Guggenberger, nahm die glücklose Besatzung von U 652 an Bord und gestattete Kapitänleutnant Georg-Werner Fraatz, sein U-Boot mit einem Torpedo aus dem Hecktorpedorohr von U 81 zu beschießen. Fraatz traf das mittlerweile stark hecklastige U-Boot mittschiffs, woraufhin es auseinanderbrach und versank. Auf diese Weise wurde U 652 am 2. Juni auf der Position 31° 55′ N, 25° 11′ O nordwestlich von Sidi Barrani selbstversenkt. Es gab keine Verluste.